# Arbeitsbühne

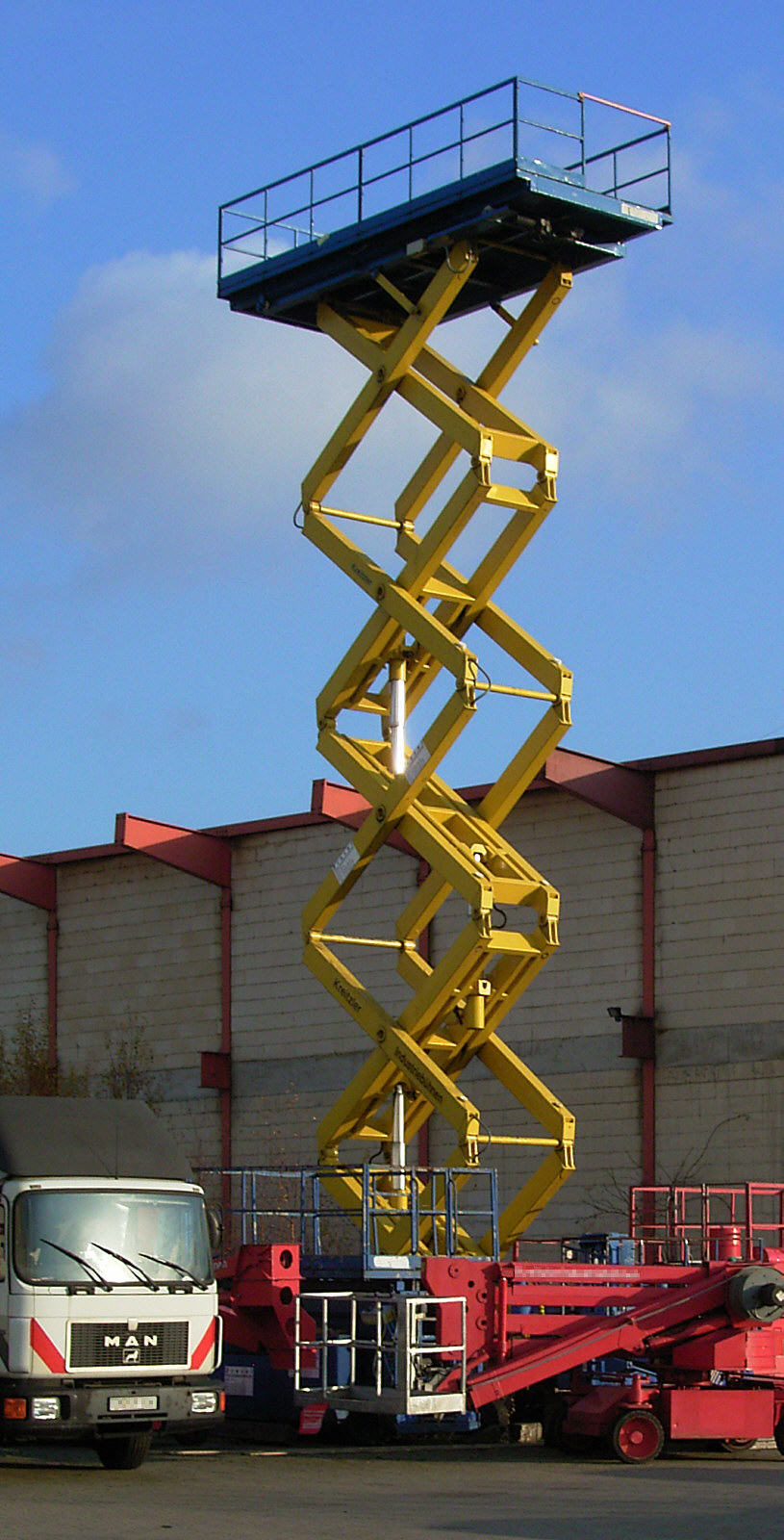
Hubarbeitsbühne (Scherenarbeitsbühne)

Eine Arbeitsbühne (Aufenthaltsbühne) ist ein Anbaugerät und dient bei Reparatur- bzw. Wartungsarbeiten dem ausführenden Personal als Standfläche und als Lagerplatz für während des Arbeitseinsatzes benötigte Materialien.
Im Gegensatz zur Hubarbeitsbühne verfügen Arbeitsbühnen nicht über einen eigenen Antrieb für den Niveauausgleich. Sie sind eine Alternative zum Gerüst. Von letzterem wiederum unterscheiden sie sich, indem sie mobil sind. An ihrer Unterseite sind feststellbare Rollen angebracht. Damit kann eine Arbeitsbühne den Standort relativ kurzzeitig und ohne besondere Anstrengungen verändern.

## Einsatz
Für große sowie kleinere Unternehmen lohnt es sich meist nicht für Wartungs-, Instandsetzungs- und Reparaturarbeiten eine Hubarbeitsbühne anzuschaffen, da sich die Einsatzbedingungen ständig ändern, werden auch Arbeitsbühnen unterschiedlicher Bauart benötigt. Ein Gabelstapler mit einem Arbeitskorb ist nur bedingt einsetzbar, des Weiteren muss man aus Sicherheitsgründen dringend abraten, da die Person im Korb durch mögliches Fehlverhalten des Fahrers verletzt werden könnte. Die Standsicherheit ist nur bei einer Hubarbeitsbühne mit CE Zertifikat gegeben, da auftretende dynamische Kräfte im Vorfeld berechnet wurden. Eine Alternative zur kostenintensiven Anschaffung und Betreibung einer Hubarbeitsbühne stellt das Mieten auf Zeit dar. In Deutschland, aber auch weltweit gibt es ein dichtes Netz an Vermietern, die im Regelfall ein für den jeweiligen Einsatzzweck passendes Gerät vorhalten.
Arbeitsbühnen unterteilen sich in zwei Hauptgruppen nach der EN 280 Hubarbeitsbühnen:
- Gruppe A: Fahrbare Hubarbeitsbühnen, bei denen die senkrechte Projektion des Lastschwerpunktes sich immer innerhalb der Kippkante befindet.
- Gruppe B: Fahrbare Hubarbeitsbühnen, bei denen sich die senkrechte Projektion des Lastschwerpunktes auch außerhalb der Kippkante befinden kann.

Außerdem werden sie noch in drei Typen eingeteilt:
- Typ-1-Fahren ist nur in Transportstellung zulässig
- Typ-2-Fahren mit angehobener Arbeitsbühne ist nur von einem Steuerpult am Untergestell erlaubt (Sondergeräte)
- Typ-3-Fahren mit angehobener Arbeitsbühne (Arbeitskorb) und Steuerung von oben ist möglich

- Typ 1a  z. B. Personenlift mit Abstützung
- Typ 1b  z. B. alle Anhängerarbeitsbühnen und alle Lkw-Arbeitsbühnen
- Typ 3a  z. B. Stempelmastbühnen, Scherenbühnen
- Typ 3b  z. B. alle selbstfahrenden Gelenk-, Gelenkteleskop- und Teleskopbühnen

## Bauliche Anforderungen
Gemäß der BGV-D27-Richtlinie für Flurförderzeuge der Berufsgenossenschaft Handel und Warendistribution gibt es nachfolgende Vorgaben:

### Boden
Der Boden der Arbeitsbühne sollte geschlossen, eben und rutschfest sein, um so Standsicherheit zu gewähren. Damit keine Werkzeuge durch Öffnungen am Boden fallen können, sollten die Öffnungen nicht größer als 15 mm sein. Die Größe des Bodens sollte einer Flachpalette (800 mm × 1200 mm) entsprechen. Unter dem Boden sollten Gabeltaschen vorhanden sein, welche nach unten und zur Seite geschlossen sein müssen.

### Umwehrung
Um Personen vor dem Abstürzen und Gegenstände vor dem Herabfallen zu sichern ist eine Umwehrung nötig. Diese soll aus Handlauf, Knieleiste und Fußleiste bestehen. Die Fußleiste sollte 15 cm hoch sein, um so das Herabfallen von Gegenständen besser zu verhindern. Die Umwehrung muss mindestens 1,10 m hoch sein und zusammen mit dem Boden unlösbar verbunden sein.

### Rückenschutz
Zum Hubmast einer Hubarbeitsbühne oder Hebebühne hin sollte ein Gitter über die gesamte Breite der Arbeitsbühne angebracht sein, das mindestens 1,80 m hoch ist, um so Verletzungen durch den Hubmast zu verhindern. Das Gitter sollte engmaschig sein, so dass niemand durch die Maschen zu den Gefahrstellen des Hubmastes gelangen kann.

## Sicherheit

### Korblast
Die Korblast, auch als Traglast bezeichnet, gibt das maximale Gewicht an, das die Arbeitsplattform einer Personenhebebühne tragen darf. Neben der Gewichtsbeschränkung ist auch die zulässige Personenzahl entscheidend, die je nach Modell variiert. Grundsätzlich ist die Korblast bei Auslegerarbeitsbühnen, zu denen Gelenkteleskopbühnen, Anhängerbühnen und Lkw-Bühnen gehören, geringer als bei Scherenarbeitsbühnen.
Ein wesentlicher Faktor zur Vermeidung von Unfällen, wie dem Umstürzen der Bühne, ist die Berücksichtigung der seitlichen Reichweite. Mit zunehmender Reichweite verringern sich sowohl die Korblast als auch die maximal zulässige Personenzahl. Moderne Arbeitsbühnen sind mit Messsystemen ausgestattet, die den Nutzer per Akustiksignal warnen, sobald die Korblast überschritten wird, wodurch nur noch gegenwärtige Fahrbewegungen möglich sind.
Überschreitet die Beladung die Tragkraft des Arbeitskorbes, wird dies durch ein Lastkontrollsystem signalisiert, das automatisch die Hubfunktionen deaktiviert. In diesem Fall sind nur noch entlastende Bewegungen möglich, um die Sicherheit zu gewährleisten. Ein weiteres Merkmal von Maschinen mit Gelenkteleskop ist das integrierte Korbnivellierungssystem, das dafür sorgt, dass der Arbeitskorb stets waagerecht bleibt.

### Notablass

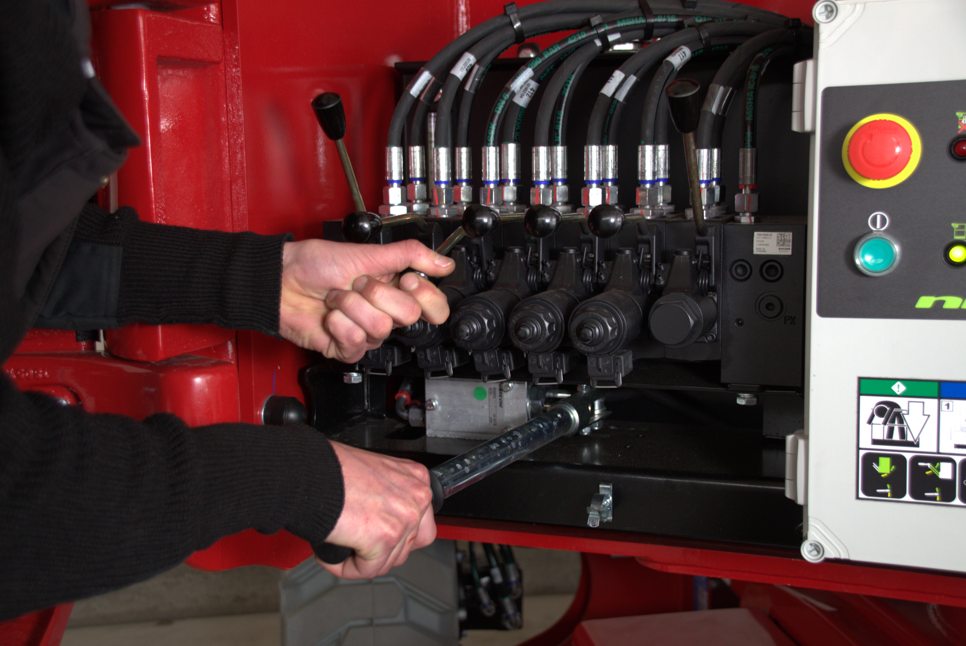
Notablass einer Arbeitsbühne (Hubarbeitsbühne)

Ein technischer Defekt kann dazu führen, dass die Hauptantriebsenergie einer Hubarbeitsbühne ausfällt und der Bediener im Arbeitskorb das Teleskop nicht mehr steuern kann. In solchen Fällen, wenn auch die vom Boden aus bedienbare Zweitsteuerung nicht funktioniert, muss der Notablass genutzt werden.
- Übergeordnetes Notsteuersystem an jeder FHAB (Fahrbare Hubarbeitsbühne)
- Bei Ausfall der Hauptantriebsenergie
- Sicherungssysteme i. d. R. nicht aktiviert
- Nur für kürzesten, möglichen Abstiegsweg
- Manuell oder kraftbetrieben

Der Notablass ermöglicht es, den Arbeitskorb in Notsituationen sicher abzusenken. Moderne Hubarbeitsbühnen sind mit einem Notsteuersystem ausgestattet, das unter anderem eine Handpumpe, eine alternative Energieversorgung und Notablassventile umfasst.
Es ist wichtig zu beachten, dass beim Einsatz des Notablasses sicherheitsrelevante Funktionen wie die Reichweitenbegrenzung oder die Berechnung der Korblast deaktiviert werden. Daher sollte der Notablass nur bei einem Ausfall des Hauptantriebs oder anderer technischer Komponenten eingesetzt werden, die eine normale Bedienung der Hubarbeitsbühne verhindern. In Fällen von Unfällen sollte stattdessen die sichere Herablassung über die Boden- oder Zweitsteuerung erfolgen.

## Rekorde
- Höchste Hebebühne der Welt: Bronto Skylift F 112 mit 112 Metern[3]